# Bristol
För andra betydelser, se Bristol (olika betydelser).
Bristol [ˈbɹɪstəl] (fil) (kymriska: Bryste) är en stad i sydvästra England, nära gränsen till Wales. Floden Avon rinner genom staden, som har gett namn åt Bristolkanalen. Bristol är den folkrikaste staden i sydvästra England och ett av de större storstadsområdena i landet. Motorvägen M4 går förbi Bristol.
Bristols centralort (inklusive områden utanför kommunen) har cirka 540 000 invånare, den sammanhängande bebyggelsen (inklusive bland annat Filton) har cirka 620 000 invånare, och hela storstadsområdet (inklusive bland annat Bath, Chipping Sodbury och Weston-super-Mare) cirka 1,1 miljoner invånare. Bristol är huvudort för enhetskommunen City of Bristol.

## Ortnamnet
Namnet Bristol kommer av fornengelska bricstow där bric betyder ’brygga’ och stow betyder ’plats’. Betydelsen är alltså ’bryggplatsen’.

## Historia
Staden nämndes i Domedagsboken (Domesday Book) år 1086, och kallades då Bristou. Ända sedan 1100-talet har stadens hamn varit betydande. Under 1300-talet var staden Englands tredje största (efter London och York) och i slutet av 1700-talet var staden Englands näst största. Där emellan var staden hårt härjad, både av digerdöden och engelska inbördeskriget. John Cabot, som återupptäckte Nordamerika 1497, seglade härifrån. Under 1600- och 1700-talet växte Bristol genom handeln som skapades av Storbritanniens amerikanska kolonier och där Storbritannien bedrev slavhandel från Afrika. Bristol blev tillsammans med Liverpool centrum för handeln. Fiskare från Bristol började bosätta sig permanent på Newfoundland under 1600-talet med platser som Bristol's Hope och Cuper's Cove. 
Efter en ekonomisk nedgång växte staden återigen under 1800-talet genom ny industri och växande handel. Isambard Kingdom Brunel byggde järnvägen mellan Bristol och London. Sir George White var personen som genom sitt Imperial Tramways drev på utvecklingen så att Bristol som första stad i Storbritannien fick elektrisk spårväg 1898. White var också den som introducerade fordonsbussar och taxibilar i Bristol. 1901 hade Bristol 330 000 invånare och växte stadigt under 1900-talet. Stadens hamn utökades med Royal Edward Dock.
Under första hälften av 1900-talet blev Bristol ett centrum för flygindustrin när flygplanstillverkare etablerade sig, den mest kända i George Whites Bristol Aeroplane Company som grundades 1910 i Filton i norra Bristol som även utvecklades till en lyxbilstillverkare i Bristol Cars. 1909 öppnade Bristols universitet.
Under andra världskriget utsattes Bristol för häftiga tyska flygbombningar som förstörde stora delar av staden. Nästan 100 000 byggnader förstördes och cirka 1 300 invånare dödades. Den återuppbyggda staden kom att präglas av modern arkitektur med höghus. Från 1980-talet och framåt har staden genomfört en återupplivning av innerstaden där Queen Square och Portland Square återskapats. Staden har fortsatt att vara ett centrum för flygindustrin. Concorde-flygplanen byggdes i Bristol och idag har Airbus tillverkning i staden.
Bristol valdes till Europas miljöhuvudstad 2015.

## Ekonomi och handel
Bristol blev från 1500-talet en av Storbritanniens betydande transatlantiska hamnar och blev rikt på handel med kakao, socker, tobak och slavar. Staden var tillsammans med Liverpool den mest betydande för triangelhandeln. När slaveriet förbjöds blev det ett svårt avbräck för staden.
På 1700-talet utsattes stadens hamn för betydande konkurrens från bland annat Liverpool där floden Avon begränsade förmåga att kunna ta emot större fartyg innebar att Bristol förlorade konkurrensen och gradvis till att bli centrum för sydvästra Englands industri, främst varvsindustri, bland annat byggdes S/S Great Britain, världens första oceangående ångfartyg här. Ett nytt uppsving inleddes sedan Bristol 1841 blivit slutstation för Great Western Railway och hamnen moderniserats i omgångar 1850-1880. Järnvägen kom bland annat att föra emigranter vidare ut i världen på egna skepp. En av Englands och samtidens största ingenjörer, Isambard Kingdom Brunel (1806–1859), var länge verksam i Bristol.
Det finns också en flygplanstillverkare vid namnet Bristol Aeroplane Company.

## Utbildning
I Bristol ligger Bristols universitet, grundat 1909, som är ett av Storbritanniens tio främsta universitet, samt University of the West of England (UWE).

## Sevärdheter

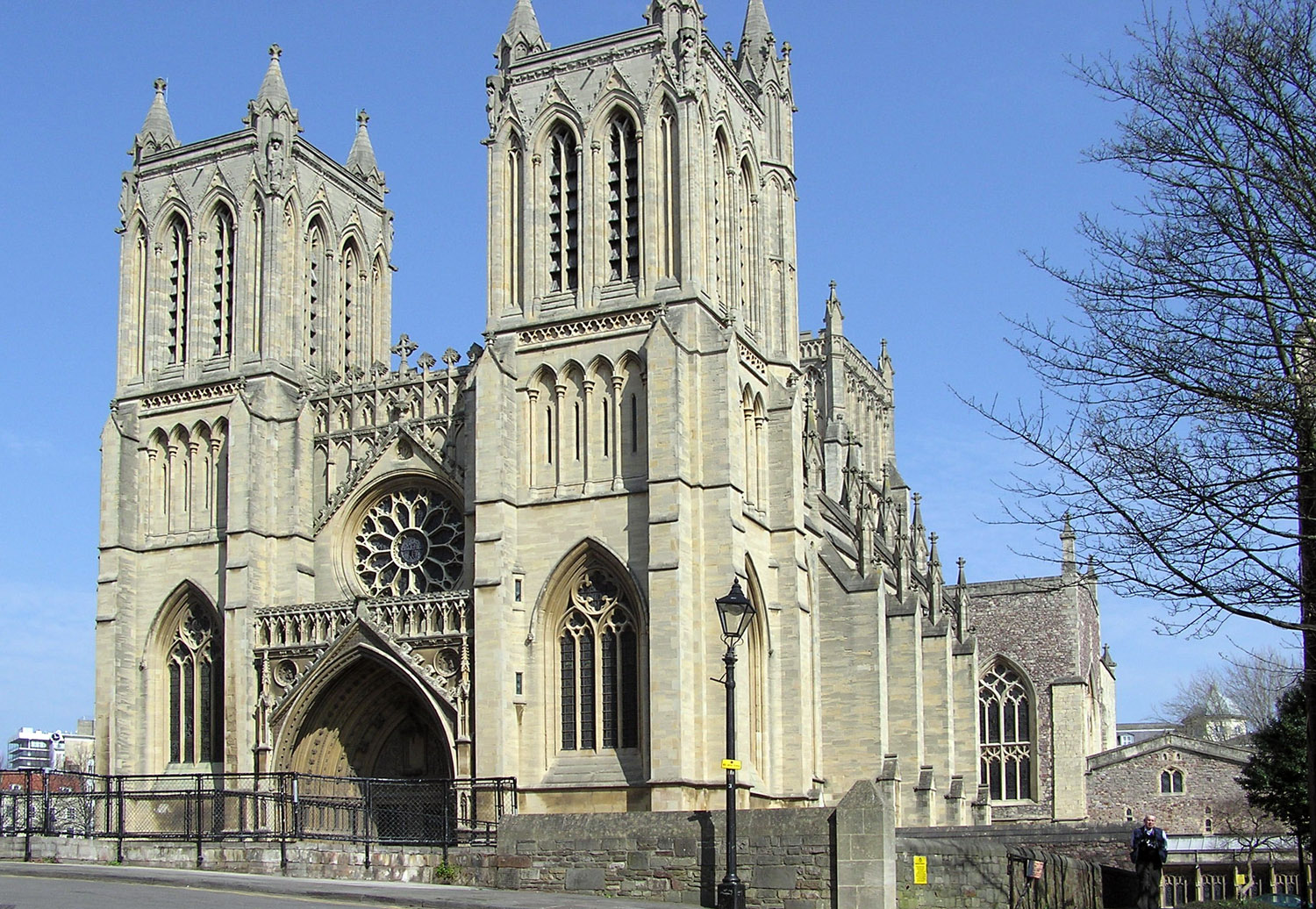
Katedralen i Bristol

Katedralen i Bristol grundlades 1142 men har senare byggts om helt, östra delen uppfördes 1306-1350 och västra delen 1868-1888. Domkapitelhuset intill utgör en välbevarad byggnad uppförd 1155-1170. Kyrkan Saint Mary Redcliffe är uppförd i perpendikulärstil. I villastadsdelen Clifton finns en zoologisk trädgård och en känd skola, grundad 1862. Här finns även en 412 meter lång hängbro över Avon, uppförd 1836-1864.

## Vänorter
Bristol har följande vänorter:
- Bordeaux, Frankrike
- Hannover, Tyskland
- Porto, Portugal
- Tbilisi, Georgien
- Puerto Morazán, Nicaragua

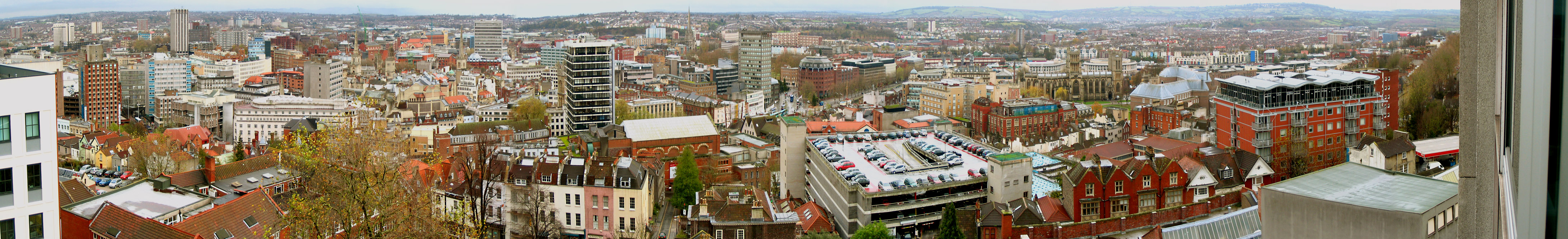
Panoramavy över Bristol

- Beira, Moçambique
- Guangzhou, Kina